# Promise Me You’ll Remember
Promise Me You’ll Remember (Untertitel: Love Theme from The Godfather Part III) ist ein Filmsong von Carmine Coppola mit einem Text von John Bettis, den Harry Connick junior interpretierte. Bei der Oscarverleihung 1991 wurde das Lied für einen Oscar als Bester Song nominiert.

## Hintergrund
Carmine Coppola, der Vater von Regisseur Francis Ford Coppola arbeitete an den Soundtracks zu allen drei Filmen der Pate-Trilogie. Die Musik zu Der Pate III, die er zusammen mit Nino Rota komponierte, war eine seiner letzten Arbeiten vor seinem Tod am 26. April 1991. Eines der Stücke für den Soundtrack war das klassische Stück Love Theme from the Godfather III. Promise Me You’ll Remember ist eine mit einem Text von John Bettis bearbeitete Version, die im Film von Schauspieler und Sänger Harry Connick junior gesungen wird. Produziert wurde das Lied von Connick junior selbst sowie Stephan R. Goldman. Das Arrangement übernahm Lennie Niehaus.
Das Lied wurde bei der Oscarverleihung 1991 als Bester Filmsong nominiert, verlor aber gegen Stephen Sondheims Sooner or Later (I Always Get My Man) aus Dick Tracy. Bei den Golden Globe Awards 1991 wurde es ebenfalls nominiert, verlor aber gegen Jon Bon Jovis Blaze of Glory aus Blaze of Glory – Flammender Ruhm.

## Veröffentlichungen
Das Lied erschien als Titelnummer 12 auf dem offiziellen Soundtrack zum Film, der von Columbia Records verlegt wurde. Es erschien außerdem eine Single-Version, die um 40 Sekunden kürzer war. Auf der 1991 erschienenen Kompilation It Had to Be You von Harry Connick junior ist das Lied ebenfalls vertreten.